# Utleniacz
| 0 OX lub OXYOznaczenie substancji utleniającej według NFPA 704 |

Utleniacz – pierwiastek lub związek chemiczny (oznaczany symbolem [O]), będący w analizowanej reakcji redoks akceptorem (przyjmującym) elektronów. Utleniacze w reakcjach zmniejszają swój stopień utlenienia (ulegają redukcji) i jednocześnie powodują jego wzrost w pozostałych produktach reakcji (ulegających utlenieniu).
Pierwotnie termin „utleniacz” dotyczył substancji oddającej tlen w trakcie reakcji z reduktorem. Wraz z rozwojem chemii znaczenie tego słowa poszerzono na wszystkie indywidua chemiczne przyjmujące elektrony w trakcie reakcji redoks. Przykładowe utleniacze to kwas siarkowy, kwas azotowy i azotany, nadmanganiany, dichromiany, chlorany, woda królewska, fluorowce i ich połączenia (np. trifluorek chloru) lub nadtlenek wodoru.
Niektóre substancje chemiczne, tradycyjnie uznawane za utleniacze, w pewnych warunkach stają się reduktorami. Zalicza się do nich np. chlor i wyższe chlorowce oraz nadtlenek wodoru.

Symbole substancji utleniających
Symbol wprowadzony Dyrektywą 67/548/EWG
Tablica transportowa ADR
Symbol systemu WHMIS
Symbol GSH